# Gjöll
Gjöll eller Gäll (Gjǫll: "den gälla, larmande") har två olika betydelser i nordisk mytologi

## Gränsflod
Det är en gränsflod till dödsriket Hel. Enligt Grímnismál 26–28 har Gjöll sin upprinnelse i Hvergelmir, varefter den strömmar genom Midgård för att slutligen störta ned i Hel. Samma sak sägs dock om flera andra floder, varför Snorre Sturlasson i en parafras på denna text i Gylfaginning 4 förtydligar att det är Gjöll som rinner "närmast Hels grindar". Detta bekräftas också av Gylfaginning 49, där Snorre berättar om Gjallarbron – "bron över floden Gjöll" – på vilken alla döda som skall till Hel måste färdas. En broväkterska vid namn Modgunn (Móðguðr) kontrollerar de dödas identitet – men hon omtalas endast av Snorre och är inte nämnd någon annanstans.
I övrigt finns få uppgifter om floden Gjöll. Namnet förekommer som första heiti i namntulornas uppräkning av älvar. Saxo Grammaticus berättar i Gesta Danorums första del om kung Haddings vistelse i dödsrikets närhet, att kungen där såg en våldsamt strömmande flod i vars skummande forsar allsköns vassa vapen virvlade omkring. Över floden välvde sig en bro – som kanske var Gjallarbron – men Saxo nämner inte dess namn. Inte heller nämner han namnet på floden, men beskrivningen passar bättre in på underjordsfloden Slid (Slíðr) – omtalad i Vǫluspá 36 – än på Gjöll.

## Klippa
Den andra betydelsen är att Gjöll (Gjǫll) är namnet på den klippa vid vilken Fenrisulven står bunden. (Gylfaginning 34.) Kanske är det ulvens gälla ylande på denna plats som föranlett klippans namn. Det finns troligen inget samband mellan klippan Gjöll och floden Gjöll.

## Källtexterna

### Floden Gjöll
Grímnismál 28
| Vinå heter en, en annan Vegsvinn, en tredje Tiodnuma: Nyt och Nöt, Nönn och Hrönn, Slid och Hrid, Sylg och Ylg, Vid och Vån, Vönd och Strönd, Gjöll och Leipter, de gå genom Midgård, men härifrån falla de till Hel. | Vína heitir ein, önnur Vegsvinn, þriðja Þjóðnuma, Nyt ok Nöt, Nönn ok Hrönn, Slíð ok Hríð, Sylgr ok Ylgr, Víð ok Ván, Vönd ok Strönd, Gjöll ok Leiftr, þær falla gumnum nær, er falla til Heljar héðan. |  |

Gylfaginning 4
| Det var många mansåldrar före jordens skapelse som Nifelheim gjordes, och mitt i Nifelheim ligger en brunn som heter Hvergelme, och från den rinna de åar som heta Svöl, Gunntrå, Fjörm, Fimbultul, Slid och Hrid, Sylg och Ylg, Vid, Leipter; Gjöll är närmast till Hels grindar. | ‘Fyrr var þat mǫrgum ǫldum en jǫrð var skǫpuð er Niflheimr var gǫrr, ok í honum miðjum liggr bruðr sá er Hvergelmir heitir, ok þaðan af falla þær ár er svá heita: Svǫl, Gunnþrá, Fjǫrm, Fimbulþul, Slíðr ok Hríð, Sylgr ok Ylgr, Víð, Leiptr; Gjǫll er næst Helgrindum.’ |  |

Gylfaginning 49
| Men om Hermod är att säga att han red i nio dygn genom mörka djupa dalar, och han såg ingenting förrän han kom till ån Gjöll och red över Gjallarbron. | En þat er at segja frá Hermóði at hann reið níu nætr døkkva dala ok djúpa svá at hann sá ekki fyrr en hann kom til árinnar Gjallar ok reið á Gjallar brúna. |  |

### Klippan Gjöll
Gylfaginning 34
| När asarna sågo att ulven var bunden till fullo, togo de ett rep från en fjätter som heter Gelgja, och drogo det genom en stor stenhäll – den heter Gjöll – och fäste den djupt nere i jorden. Sedan togo de en stor sten och drevo den ännu längre ner i jorden – den heter Tvite – och nyttjade den stenen som tjuderpåle. Ulven gapade väldeliga och vrok sig hit och dit och ville bita dem. De stucko ett svärd i munnen på honom; hjaltet stödde mot underkäken, och udden tog i gommen – det är hans gomspärr. Han rämjar vederstyggligt, och dreglet rinner ur munnen på honom; det är den ån som heter Vån. Där ligger han till Ragnarök. | Þá er Æsirnir sá at úlfrinn var bundinn at fullu, þá tóku þeir festina er ór var fjǫtrinum er Gelgja heitir, ok drógu hana gǫgnum hellu mikla—sú heitir Gjǫll—ok festu helluna langt í jǫrð niðr. Þá tóku þeir mikinn stein ok skutu enn lengra í jǫrðina—sá heitir Þviti—ok hǫfðu þann stein fyrir festar hælinn. Úlfrinn gapði ákafliga ok feksk um mjǫk ok vildi bíta þá. Þeir skutu í munn honum sverði nokkvoru; nema hjǫltin við neðra gómi, en efra gómi blóðrefill. Þat er gómsparri hans. Hann grenjar illiliga ok slefa renn ór munni hans. Þat er á sú er Ván heitir. Þar liggr hann til ragnarøkrs.’ |  |